# Велика Івановка
Велика Іва́новка (рос. Большая Ивановка, ерз. Большая Ивановка) — село у складі Торбеєвського району Мордовії, Росія. Входить до складу Жуковського сільського поселення.
Населення — 84 особи (2010; 103 у 2002).
Національний склад станом на 2002 рік:
- росіяни — 81 %